# Aeroporto di Manchester-Boston
L'Aeroporto regionale di Manchester-Boston, noto informalmente come Aeroporto di Manchester, è un aeroporto pubblico situato a sud di Manchester, New Hampshire, Stati Uniti, al confine tra le contee di Hillsborough e Rockingham. È di proprietà della città di Manchester e si trova nella parte meridionale della città, al confine con Londonderry.
Inaugurato nel 1927, l'aeroporto regionale di Manchester-Boston è di gran lunga l'aeroporto più trafficato del New Hampshire, con un traffico dieci volte superiore a quello del secondo più trafficato, il Portsmouth International Airport at Pease. È l'unico aeroporto dello stato con un servizio commerciale sostanziale. È anche il quinto aeroporto del New England per volume di passeggeri, dopo il Boston Logan International Airport nel Massachusetts; il Bradley International Airport nel Connecticut; il T. F. Green Airport nel Rhode Island; e il Portland International Jetport nel Maine. Ha movimentato oltre 1 milione di passeggeri in un anno per la prima volta nel 1997. Dopo anni di crescita, ha gestito 4,33 milioni di passeggeri nel 2005, il suo anno di punta. Da allora il numero di passeggeri è diminuito, analogamente a molti aeroporti regionali; nel 2018 ha gestito 1,85 milioni di passeggeri, e il traffico è diminuito drasticamente durante la pandemia di COVID-19.